# Polyortha suffalcata
Polyortha suffalcata es una especie de polilla de la familia Tortricidae. Se encuentra en Panamá.